# Весна (политическая партия)
«Весна» (пол. Wiosna), также «Весна Роберта Бедроня» (пол. Wiosna Roberta Biedronia) — бывшая польская социал-демократическая  прогрессивная политическая партия. Основана в 2019 году бывшим мэром Слупска Робертом Бедронем. С 2021 преобразована во внутреннюю фракцию партии «Новые левые».

## История

### Основание
В мае 2018 года Робертом Бедронем, Дианой Мруз, Славомиром Шимском и Моникой Готлибовской была основана партия «Люблю Польшу» (пол. Kocham Polskę), которая была зарегистрирована 29 июня того же года.
В сентябре 2018 года Роберт Бедронь, отказавшийся от переизбрания на пост президента Слупска в рамках проекта «Burza Mózgów» провёл 40 встреч с жителями польских городов на тему их проблем. Бедронь отметил, что выработанные во время встреч постулаты войдут в программу его партии.
21 декабря 2018 года было подано заявление о смене названия партии «Люблю Польшу» на «Весна». 23 января 2019 года партия была перерегистрирована с названием «Весна Роберта Бедроня». 3 февраля в Варшаве состоялся первый съезд партии, на котором была представлена её программа.

### Участие в выборах
Первыми выборами для партии стали выборы в Европарламент в 2019 году. На этих выборах «Весна» получила 826 975 голосов (6,06%), заняв 3 место после Права и справедливости и Европейской коалиции. Партии в конечном итоге досталось 3 депутатских мандата.
19 июля 2019 года «Весна» вместе с Союзом демократических левых сил и «Левыми вместе» основало коалицию «Левица» для участия в парламентских выборах в ноябре 2019 года. Вскоре к коалиции присоединились Польская социалистическая партия, Уния труда и «Твоё движение».
На парламентских выборах партия получила одно место из 100 в Сенате и 13 мест из 460 в Сейме.
Лидер партии Роберт Бедронь стал кандидатом на президентских выборах 2020 года. Его кандидатура была поддержана всеми партиями-членами «Левицы» кроме Унии труда, выдвинувшей своего кандидата.
В первом туре Бедронь получил 2,22% голосов, заняв 6 место из 11 кандидатов. Перед вторам туром Бедронь поддержал кандидата Рафала Тшасковского. Партия «Весна» не выразила поддержку ни одному из кандидатов.

### Объединение с СЛДС
19 декабря 2019 года стало известно о вероятном объединении «Весны» и Союза демократических левых сил в единую политическую силу – партию «Новые левые».  14 июня 2021 года на съезде партии было принято решение о самороспуске. 14 октября 2021 года прошел учредительный съезд «Новых левых», а уже 3 июня 2022 «Весна» была удалена из реестра политических партий.

## Программа

### Экономика
- Повышение минимальной заработной платы до 3000 злотых к 2021 и до 3500 до 2024 года[15]

- Минимальная необлагаемая налогом пенсия 1600 злотых[16]

- Ликвидация ZUS и KRUS и передача их функций налоговой администрации

- Снятие ограничений на самостоятельное воспитание детей родителями по программе «Rodzina 500+»[17]

- Гарантия равной оплаты труда для женщин и мужчин, работающих на одной и той же должности[18]

- Минимальная зарплата для учителей 3500 злотых[19]

- Сокращение добычи угля к 2035 году путем инициирования программы создания сектора возобновляемой энергетики на 200 000 рабочих мест с программой адаптации для шахтеров и работников электростанций[20]

- Бесплатный и свободный доступ интернет на всей территории Польши[21]

- Введение общепольского инициативного бюджетирования[22]

- Ликвидация Церковного фонда и введение налога для церкви[23]

### Социальная сфера
- Бесплатный доступ к специалисту в течение 30 дней[24]

- Легализация однополых браков[18]

- Регистрация гражданских партнёрств[18]

- Право на аборт в течение 12 недель[25]

- Бесплатный вход во все культурные учреждения Польши каждое воскресенье[26]

- Создание «Комиссии справедливости» для расследования нарушения польского законодательства государственными должностными лицами в 2015-2019 годах[27]

- Автобус в каждой гмине[28]

- Льготы на получение образования для людей с ограниченными возможностями[29]

- Сокращение числа государственных учреждений[30]

### Образование
- Введение в учебную программу знаний о новейших технологиях, изменении климата, оказанию первой медицинской помощи, языках программирования, «кибербезопасности» и распознавании фейковых новостей[31]

- Введение уроков полового воспитания

- Увеличение количества уроков английского языка в неделю

- Ликвидация уроков религии в школах